# Feldflieger-Abteilung 14
Feldflieger-Abteilung Nr. 14 – FFA 14 – jednostka obserwacyjna i rozpoznawcza lotnictwa niemieckiego Luftstreitkräfte z początkowego okresu I wojny światowej.

## Informacje ogólne
W momencie wybuchu I wojny światowej z dniem 1 sierpnia 1914 roku została utworzona we Fliegerersatz Abteilung Nr. 1 i weszła w skład większej jednostki 3 Kompanii Batalionu Lotniczego Nr 2 w Królewcu.
15 stycznia 1917 roku jednostka została przeformowana i zmieniona we Fliegerabteilung 14 – (FA 14).

## Dowódcy eskadry
| Stopień | Nazwisko | Okres      |
| ------- | -------- | ---------- |
| Kapitan | Heinrich | 01.08.1914 |